# 마이클 셈벨로
마이클 앤드루 셈벨로(영어: Michael Andrew Sembello, 1954년 4월 17일 ~ )는 펜실베이니아 필라델피아 출신의 미국의 가수, 기타 연주자, 키보디스트, 송라이터, 프로듀서이다.
셈벨로는 영화 플래시댄스 사운드트랙에 실린 미국 차트 1위를 차지한 1983년 노래 "Maniac"으로 아카데미상과 골든 글로브상 후보에 올랐다.
그는 작사가이자 작곡가인 고 대니 셈벨로와 디노 & 셈벨로로 유명한 싱어송라이터 고 존 셈벨로의 형제이다.